# Schefflera longipedicellata
Schefflera longipedicellata là một loài thực vật có hoa trong Họ Cuồng cuồng. Loài này được (Lecomte) Bernardi miêu tả khoa học đầu tiên năm 1969.